# 斯雷姆斯卡米特罗维察
斯雷姆斯卡米特罗维察是塞尔维亚伏伊伏丁那自治省斯雷姆区的城市，位于萨瓦河畔。城市辖区面积为762平方公里，2022年人口数量为72,580人。